# Kommunistiska partiet i Sverige
Ej att förväxla med Kommunistiska partiet.
Kommunistiska partiet i Sverige (KPS) var en liten svensk kommunistisk (hoxhaistisk) organisation som var verksam mellan 1982 och 1993. Partiet leddes av Anders Persson, med titeln förstesekreterare. Även Gösta Torstensson hade en ledande roll.
KPS menade att Sovjetunionen hade förfallit i högeravvikelser och revisionism efter Stalin och att samma öde hade drabbat Kina efter Mao Tse-tung. Istället stödde man den albanske ledaren Enver Hoxhas kommunistiska läror och Albanska arbetets parti.

## Historia
Rötterna till den organisation som senare blev KPS står att finna i de politiska förvecklingar som ägde rum inom den svenska maoistiska rörelsen i samband med brytningen mellan Kina och Albanien år 1978. Detta år bröt sig Norrköpings kommunistiska förening ut ur miljön kring det Kinatrogna Sveriges kommunistiska parti (SKP, fd KFML). Tidigt följande år gick Norrköpingsgruppen samman med Stockholms kommunistiska enhetsgrupp (SKEG), som i sin tur hade brutit sig ur en annan KFML-avspjälkning, KFML(r), i mitten av sjuttiotalet. De två utbrytargrupperna grundade 1979 en gemensam organisation kallad Sveriges kommunistiska förbund – marxist-leninisterna (SKF-ml). I oktober 1981 vidareutvecklades SKF-ml till en ny gruppering, Organisationen för skapandet av Kommunistiska partiet i Sverige, vars uttryckliga syfte var att förbereda uppbyggandet av ett nytt parti. Det slutgiltiga grundandet av KPS som självständigt politiskt parti ägde rum i april 1982.
KPS förblev en mycket liten, doktrinär och sluten organisation under hela sin existens, och använde bland annat täcknamn för att undvika polisövervakning (vilket man verkligen utsattes för). Gruppen har av kritiker beskrivits som en "sekt". Partiet genomled trots sin begränsade storlek en serie inre maktkamper och splittringar, bland annat 1989. 
Förändringar på det internationella planet bidrog vid denna tid till problemen. 1985 avled partiets främsta inspirationskälla, Enver Hoxha. Kalla kriget led mot sitt slut och 1991 förlorade Albanska arbetets parti makten i samband med den albanska kommunismens sammanbrott. Detta och de övriga politiska omvälvningar som följde i spåren av Östblockets kollaps 1989-91 drabbade hela den svenska kommuniströrelsen svårt, och även KPS verksamhet tacklade av. 
Under denna tid inledde KPS ett fördjupat sitt samarbete med de Kinakritiska maoisterna i Sveriges kommunistiska arbetarparti (SKA), trots fortsatta skiljelinjer om bl a Hoxhas betydelse. De två organisationerna organiserade exempelvis ett gemensamt 1 maj-möte mot svenskt EU-medlemskap i Medborgarhuset i Stockholm 1990. Enligt vissa uppgifter fanns planer på en sammanslagning av KPS, SKA, Clarté och föreningen Forum år 1992. Något sammangående kom emellertid aldrig till stånd och både KPS och SKA tycks ha lagts ner följande år. 
Redaktionerna för de två partitidningarna Kommunisten (KPS) och Kommunistiska Arbetartidningen (SKA) gick vid samma tid ihop för att bilda en gemensam tidningsägarförening som startade Nya arbetartidningen (NAT). Den kom därefter att fungera som partioberoende vänstertidskrift och fortlevde från grundandet 1993 ända fram till 2009, när pappersutgåvan lades ner. Verksamhet i NAT:s namn fortsatte även efter detta på Internet och i bloggform så sent som 2020.

## Verksamhet
Såväl KPS som dess föregångar- och underorganisationer var under hela sin existens mycket små. Den tidigare anhängaren Magnus Utvik, uppskattar att man under hans tid hade 70–80 medlemmar. Partiets anhängare invigdes gradvis i organisationen i tre steg, först som sympatisörer, sedan som kandidatmedlemmar och sist som fullvärdiga medlemmar. Enligt SVT och Utvik hade KPS som mest ett hundratal anhängare på dessa olika nivåer. Utvik själv nekades kandidatstatus efter att ha bedömts vara ideologiskt opålitlig.
KPS hade trots detta ett ungdomsförbund kallat Ungkommunisterna, en egen tidning vid namn Kommunisten och ett eget bokförlag, Kommunistiska arbetarförlaget. KPS drev även under flera år i början av 1980-talet en butik, Bokhandeln Kommunisten, som var belägen på Bondegatan 3B i Stockholm. Dagens Nyheter beskrev den som "stans mest kontroversiella politiska boklåda". På Kommunisten såldes inga borgerliga författare. Istället salufördes "marxistiska klassiker och proletär skönlitteratur" och lokalen dominerades av en "mastodontbild på en ung version av Stalin". Man sålde också albanskt propagandamaterial och kaffe.
På det internationella planet samarbetade KPS framförallt med Albanska arbetets parti och hoxhaistiska organisationer i andra länder, däribland Danmarks Kommunistiske Parti/Marxister-Leninister (DKP/M-L) och norska Revolusjon.
I Sverige var man naturligt nog aktiva inom Svensk-albanska föreningen. KPS deltog även i demonstrationer och annat solidaritetsarbete till stöd för exempelvis Chile, Palestina och Kurdistan. Mot slutet av sin existens ägnade KPS betydande energi åt att motarbeta en svensk anslutning till Europeiska gemenskapen, dagens EU. Gösta Torstensson utgav flera skrifter i ämnet och kom att spela en viktig roll inom organisationen Folkrörelsen Nej till EU.
Säkerhetspolisen betraktade KPS som en samhällsfientlig organisation och insamlade sporadiskt uppgifter om partiets demonstrationer, möten och bokförsäljning från slutet av 1981 fram till våren 1993. Enligt den f d SKA-medlemmen och NAT-utgivaren Per-Åke Lindblom, som hänvisar till registernämndens rapport 1998, fanns fortfarande sju tidigare medlemmar av KPS kvar i SÄPO:s register när övervakningen avbröts i mitten av 1990-talet.